# Пратібха Патіл
Пратібха Патіл (гінді प्रतिभा देवीसिंह पाटिल, англ. Pratibha Patil; нар. 19 грудня 1934) — 12-тий Президент Індії та перша жінка на цій посаді. Пратібха Патіл відома своєю лояльністю сімейству Неру і Ганді, яке історично перебуває біля керма партії «Індійський національний конгрес», до якої належить президент Індії.

## Життєпис
Пратібха Патіл народилася 19 грудня 1934 в селі Нагдаон (округ Джалгаон, штат Махараштра, Індія). Отримала ступінь магістра гуманітарних наук в коледжі Мулджі Джайтха при Університеті Північного Махараштри (місто Джалгаон) та вчений ступінь у галузі права в урядовому юридичному коледжі при Бомбейському університеті в Мумбаї. До початку політичної діяльності займалася адвокатською практикою.
Крім навчання, в студентські роки цікавилася спортом, зокрема, захопилася настільним тенісом, ставши переможницею кількох міжвузівських турнірів. У 1962 році Патіл була обрана «Королевою коледжу».
У липні 1965 Пратібха Патіл одружилася з викладачем, згодом політиком, Девісінхом Рансікхом Шехаватою. Народила сина і доньку.

## Політична кар'єра
Перший крок у політику Пратібха Патіл зробила у 1962 році, ставши депутатом асамблеї Махараштри від партії Індійський національний конгрес (ІНК), на основі якого сформувалася чинна нині владна коаліція Об'єднаний прогресивний альянс (ОПА).
Згодом до 1985 року Патіл була членом місцевого парламенту ще чотирьох скликань (першого разу — від округу Джалгаон, потім — від округу Елдабад).
З чоловіком Патіл заснувала низку громадських установ, зокрема, освітній інститут, що керує мережею шкіл і коледжів у містах Джалгаон і Мумбаї, інженерний коледж для сільської молоді, гуртожитки для працюючих жінок у Нью-Делі. Крім того, Патіл створила і очолила фабрику з виробництва цукру.
У 1967 році Патіл увійшла в уряд рідного штату Махараштра, де протягом 11 років займала різні посади. З 1967 по 1972 рік виконувала обов'язки заступниці міністра охорони здоров'я, міністра туризму і міністра житлового будівництва. У 1972 році Патіл стала міністеркою соціального добробуту, а через два роки — міністеркою охорони здоров'я. Крім цього, ще була посадах міністерки культури і міністерки освіти.
У 1975 році Патіл зіграла провідну роль у створенні державної програми «Махіла Вікас Махамандал» штату Махараштра, діяльність якої спрямована на допомогу жінкам, які намагалися знайти фінансову незалежність і самостійність.
У 1977 році після поразки на парламентських виборах уряд Індіри Ганді пішов у відставку. Патіл провела десять діб у в'язниці за підтримку, надану заарештованій Ганді.
У 1978 році в Індійському національному конгресі стався розкол. Багато видатних партійних осіб вийшли із ІНК і приєдналися до її політичної конкурентки. З липня 1979 по лютий 1980 Патіл очолювала опозицію в законодавчих зборах штату Махараштра, а в 1988—1990 роках очолювала регіональне відділення ІНК (І).
У 1982 році Патіл повернула міністерський портфель в уряді Махараштри. У червні 1985 року обрана до верхньої палати парламенту Індії — Ради штатів (Раджа сабха), де два роки, починаючи з листопада 1986 року, обіймала посади заступниці голови Ради штатів, а також голови Комітету з привілеїв, входила до складу Ділової консультативного комітету. З 25 липня по 2 вересня 1987 була головою Ради штатів.
У 1991 році обрана від округу Амраваті депутатом Народної палати парламенту (Лок сабха), де очолила Комітет у справах палати.
Після 1996 року, коли завершився термін її повноважень у Народній палаті, вісім років Патіл перебувала на віддалі від політичної арени. У цей час вела активну громадську роботу, пропагуючи ідеї жіночої освіти, виступаючи проти дозволу абортів, звичаїв вимагати калим і носіння чадри (від останнього свого призову Патіл згодом відмовилася через потужні хвилі обурення з боку мусульман).
У листопаді 2004 року Патіл отримала призначення на пост губернаторки штату Раджастхан, ставши першою жінкою, яка очолила великий штат. Інші найвищі політичні посади в штаті були також зайняті жінками. Найгучнішою подією за час перебування Патіл на чолі штату стало відхилення нею закону з контролю за «насильним зверненням в іншу віру», прийнятого правлячою в штаті індуїстсько-націоналістичною партією Бхаратія Джаната, але підданого різкій критиці низки християнськими організаціями.

### Президентство
У червні 2007 року правлячий ОПА після інтенсивних консультацій і торгу з лівими партіями висунув кандидатуру Патіл на посаду 13-го президента країни, мотивуючи цей крок тим, що він буде сприяти поліпшенню становища індійських жінок в 60-річчя незалежності країни. Пратібха Патіл отримала переконливу перемогу з майже вдвічі більшою кількістю голосів, ніж кандидат від правих. 25 липня 2007 вона офіційно вступила на посаду глави держави і стала першою жінкою-президентом в історії країни.
Термін її президентських повноважень закінчився 25 липня 2012. Наступником Патіл на цій посаді став індійський політик Пранаб Кумар Мукерджі.